# Brachycephalus
Brachycephalus es un género de anfibios anuros endémicos de Brasil de la familia Brachycephalidae, compuesto por 30 especies muy pequeñas, cuyo tamaño se aproxima a un centímetro de longitud. La rana más pequeña del hemisferio sur es la Brachycephalus didactylus, midiendo 9,8 milímetros.

## Especies
Se reconocen las siguientes 33 según ASW:
- Brachycephalus albolineatus Bornschein, Ribeiro, Blackburn, Stanley & Pie, 2016.[4]
- Brachycephalus alipioi Pombal & Gasparini, 2006.
- Brachycephalus atelopoide Miranda Ribeiro, 1920.
- Brachycephalus auroguttatus Ribeiro, Firkowski, Bornschein & Pie, 2015.[5]
- Brachycephalus boticario Pie, Bornschein, Firkowski, Belmonte-Lopes & Ribeiro, 2015.[5]
- Brachycephalus brunneus Ribeiro, Alves, Haddad & Reis, 2005.
- Brachycephalus bufonoides Miranda-Ribeiro, 1920.
- Brachycephalus crispus Clemente-Carvalho, Haddad & Dos Reis, 2014.[6]
- Brachycephalus dacnis Toledo, Botelho, Carrasco-Medina, Gray, Ernetti, Gama, Lyra, Blackburn, Nunes & Muscat, 2024[7]
- Brachycephalus didactylus (Izecksohn, 1971).
- Brachycephalus ephippium (Spix, 1824).
- Brachycephalus ferruginus Alves, Ribeiro, Haddad & Reis, 2006.
- Brachycephalus fuscolineatus Pie, Bornschein, Firkowski, Belmonte-Lopes & Ribeiro, 2015.[5]
- Brachycephalus garbeanus Miranda Ribeiro, 1920.
- Brachycephalus guarani Clemente-Carvalho, Giaretta, Condez, Haddad & Reis, 2012.[8]
- Brachycephalus herculeus Folly, Condez, Vrcibradic, Rocha, Machado, Lopes & Pombal, 2024[9]
- Brachycephalus hermogenesi (Giaretta & Sawaya, 1998).
- Brachycephalus izecksohni Ribeiro, Alves, Haddad & Reis, 2005.
- Brachycephalus leopardus Ribeiro, Firkowski & Pie, 2015.[5]
- Brachycephalus margaritatus Pombal & Izecksohn, 2011.[10]
- Brachycephalus mariaeterezae Bornschein, Morato, Firkowski, Ribeiro & Pie, 2015.[5]
- Brachycephalus nodoterga Miranda-Ribeiro, 1920.
- Brachycephalus olivaceus Bornschein, Morato, Firkowski, Ribeiro & Pie, 2015.[5]
- Brachycephalus pernix Pombal, Wistuba & Bornschein, 1998.
- Brachycephalus pitanga Alves, Sawaya, Reis & Haddad, 2009.
- Brachycephalus pombali Alves, Ribeiro, Haddad & Reis, 2006.
- Brachycephalus pulex Napoli, Caramaschi, Cruz & Dias, 2011.
- Brachycephalus tabuleiro Mângia, Santana, de Oliveira Drummond, Sabagh, Ugioni, Costa & Wachlevski, 2023.[11]
- Brachycephalus quiririensis Pie & Ribeiro, 2015.[12]
- Brachycephalus sulfuratus Condez, Monteiro, Comitti, Garcia, Amaral & Haddad, 2016.[13]
- Brachycephalus toby Haddad, Alves, Clemente-Carvalho & Reis, 2010.
- Brachycephalus tridactylus Garey, Lima, Hartmann & Haddad, 2012.[14]
- Brachycephalus verrucosus Ribeiro, Firkowski, Bornschein & Pie, 2015.[5]
- Brachycephalus vertebralis Pombal, 2001.